# 카라벨라 레동다

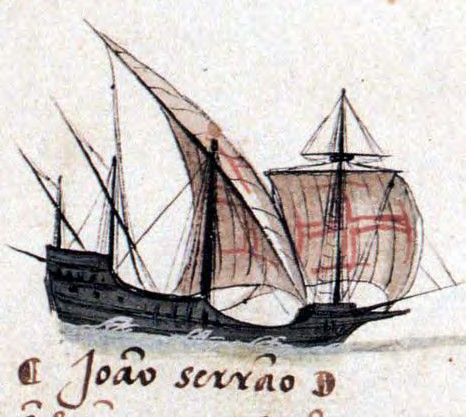
바스쿠 다 가마의 제4차 인도 원정 당시 주앙 세랑이 선장을 맡은 카라벨라 레동다.

카라벨라 레동다(포르투갈어: caravela redonda [kɐɾɐˈvɛlɐ ʁeˈdõdɐ][*])는 15세기 하반기에 포르투갈에서 발명된 범선의 일종이다. 삼각돛을 단 소형선인 카라벨라를 확대하고 선수루와 선미루를 추가한 뒤 가장 앞돛대에 사각돛을 단 버전으로, 고기동성과 전투능력으로 대항해시대 전반기(16세기 초엽) 포르투갈의 팽창에 큰 역할을 했다. 선체 형태가 후대의 갈레온과 비슷하며, 일부 전문가들은 이 배를 싸움배로서 갈레온의 전신격으로 간주하기도 한다.

## 같이 보기
- 대항해시대
- 캐러벨
- 카라카
- 갈레온
- 디우 전투